# Alia Bhatt
Alia Bhatt (Hindi: आलिया भट्ट; Londres, Reino Unido, 15 de marzo de 1993) es una actriz británica de origen indio muy reconocida por sus participaciones en películas de Bollywood. Es hija del cineasta Mahesh Bhatt y de la actriz Soni Razdan, debutó como actriz en la película Student of the Year (2012). Posteriormente, obtuvo los elogios por sus actuaciones dirigida por el director de cine Imtiaz Ali, en la película Highway (2014) y el drama romántico 2 States (2014).

## Biografía
Bhatt nació el 15 de marzo de 1993 en Londres, hija del director de cine indio, Mahesh Bhatt y de la actriz Soni Razdan. Su padre es de ascendencia gujaratí y su madre es de ascendencia cachemir-alemana. Bhatt tiene una hermana mayor llamada, Shaheen (nacida en 1988) y dos de medios hermanos, Pooja Bhatt y Rahul Bhatt. El actor Emraan Hashmi y el director de cine, Mohit Suri, son sus primos paternos, mientras que el productor Mukesh Bhatt es su tío.
En 2018, Bhatt comenzó a salir con el actor Ranbir Kapoor, su coprotagonista en Brahmāstra (2022). Se casaron el 14 de abril de 2022 en una ceremonia privada en Bombay. En junio de 2022 anunciaron que iban a ser padres. En noviembre de ese año nació su hija.

## Premios y nominaciones
| Año  | Película            | Premio          | Categoría                        | Resultado |
| ---- | ------------------- | --------------- | -------------------------------- | --------- |
| 2013 | Student of the Year | Screen Awards   | Most Promising Newcomer – Female | Nominada  |
| 2013 | Student of the Year | Zee Cine Awards | Best Female Debut                | Nominada  |
| 2013 | Student of the Year | Filmfare Awards | Best Female Debut                | Nominada  |
| 2013 | Student of the Year | Stardust Awards | Superstar of Tomorrow – Female   | Nominada  |